# Rhünda
Rhünda ist einer von 16 Stadtteilen der Kleinstadt Felsberg im nordhessischen Schwalm-Eder-Kreis.

## Geographische Lage
Rhünda liegt an der Rhünda, die etwas nordwestlich des Dorfs in die Schwalm mündet. Vorbei am unterhalb des Rhünder Bergs (338,5 m ü. NN) gelegenen Dorfs führt die Landesstraße 3427, die westlich der Ortschaft auf die Bundesstraße 253 trifft.

## Geschichte
Nachweislich, durch den Fund des Schädels von Rhünda, ist die Gegend um Rhünda seit der Eiszeit, also vor ca. 12.000 Jahren besiedelt. Die älteste bekannte Erwähnung von Rhünda erfolgte im Zeitraum zwischen 1150 und 1200 unter dem Namen „Ruhunden“. Die nächst jüngere Erwähnung als „Ruhethe“ stammt aus dem Jahr 1209. Um 1250 wurde der Ort in einem Verzeichnis des Chorfrauenstifts Eppenberg als Ruhende bezeichnet. Von 1356 bis 1392 waren die von Felsberg im Besitz des Ortes. Im Jahre 1392 verkauften sie ihn an die hessischen Landgrafen. Das Patronat über die gestiftete Kirche behielten die Herren von Felsberg. Ab 1397 wurde der Ort Ronde genannt. Rhünda gehörte zum Amt Felsberg. Im Jahre 1579 wurde der Ort in einem Salbuch des Amts Felsberg als Rhuende erwähnt. Im Jahre 1585 gab es in Rhünda 26 Haushaltungen.
Zum 1. Januar 1974 wurde die Gemeinde Rhünda im Zuge der Gebietsreform in Hessen kraft Landesgesetz mit den Gemeinden Brunslar Gensungen, Helmshausen und Hilgershausen sowie der Stadt Felsberg zur erweiterten Stadt Felsberg zusammengeschlossen. Für Rhünda wurde wie für alle nach Felsberg eingegliederten ehemals eigenständigen Gemeinden ein Ortsbezirk mit Ortsbeirat und Ortsvorsteher nach der Hessischen Gemeindeordnung gebildet.

## Bevölkerung
Einwohnerstruktur 2011
Nach den Erhebungen des Zensus 2011 lebten am Stichtag, dem 9. Mai 2011, in Rhünda 486 Einwohner. Darunter waren 3 (0,6 %) Ausländer.
Nach dem Lebensalter waren 78 Einwohner unter 18 Jahren, 183 zwischen 18 und 49, 102 zwischen 50 und 64 und 120 Einwohner waren älter. Die Einwohner lebten in 213 Haushalten. Davon waren 69 Singlehaushalte, 57 Paare ohne Kinder und 66 Paare mit Kindern, sowie 18 Alleinerziehende und 3 Wohngemeinschaften. In 57 Haushalten lebten ausschließlich Senioren und in 126 Haushaltungen lebten keine Senioren.
Einwohnerentwicklung
- 1585: 26 Haushaltungen[2]
- 1747: 74 Haushaltungen[2]

| Rhünda: Einwohnerzahlen von 1834 bis 2020 | Rhünda: Einwohnerzahlen von 1834 bis 2020 | Rhünda: Einwohnerzahlen von 1834 bis 2020 | Rhünda: Einwohnerzahlen von 1834 bis 2020 | Rhünda: Einwohnerzahlen von 1834 bis 2020 |
| --- | ----------------------------------------- | ----------------------------------------- | ----------------------------------------- | ----------------------------------------- |
| Jahr |                                           |                                           |                                           | Einwohner                                 |
| 1834 | 1834                                      |                                           | 251                                       | 251                                       |
| 1840 | 1840                                      |                                           | 259                                       | 259                                       |
| 1846 | 1846                                      |                                           | 297                                       | 297                                       |
| 1852 | 1852                                      |                                           | 315                                       | 315                                       |
| 1858 | 1858                                      |                                           | 343                                       | 343                                       |
| 1864 | 1864                                      |                                           | 326                                       | 326                                       |
| 1871 | 1871                                      |                                           | 284                                       | 284                                       |
| 1875 | 1875                                      |                                           | 281                                       | 281                                       |
| 1885 | 1885                                      |                                           | 320                                       | 320                                       |
| 1895 | 1895                                      |                                           | 369                                       | 369                                       |
| 1905 | 1905                                      |                                           | 441                                       | 441                                       |
| 1910 | 1910                                      |                                           | 445                                       | 445                                       |
| 1925 | 1925                                      |                                           | 480                                       | 480                                       |
| 1939 | 1939                                      |                                           | 522                                       | 522                                       |
| 1946 | 1946                                      |                                           | 801                                       | 801                                       |
| 1950 | 1950                                      |                                           | 741                                       | 741                                       |
| 1956 | 1956                                      |                                           | 662                                       | 662                                       |
| 1961 | 1961                                      |                                           | 640                                       | 640                                       |
| 1967 | 1967                                      |                                           | 619                                       | 619                                       |
| 1980 | 1980                                      |                                           | ?                                         | ?                                         |
| 1990 | 1990                                      |                                           | ?                                         | ?                                         |
| 2000 | 2000                                      |                                           | ?                                         | ?                                         |
| 2007 | 2007                                      |                                           | 516                                       | 516                                       |
| 2011 | 2011                                      |                                           | 486                                       | 486                                       |
| 2014 | 2014                                      |                                           | 513                                       | 513                                       |
| 2020 | 2020                                      |                                           | 523                                       | 523                                       |
| Datenquelle: Historisches Gemeindeverzeichnis für Hessen: Die Bevölkerung der Gemeinden 1834 bis 1967. Wiesbaden: Hessisches Statistisches Landesamt, 1968. Weitere Quellen: Stadt Felsberg:; Zensus 2011 |                                           |                                           |                                           |                                           |

Historische Religionszugehörigkeit
| • 1885: | 320 evangelische (= 100 %) Einwohner                               |
| • 1961: | 549 evangelische (= 85,78 %), 91 katholische (= 14,22 %) Einwohner |

## Politik
Für Rhünda besteht ein Ortsbezirk (Gebiete der ehemaligen Gemeinde Rhünda) mit Ortsbeirat und Ortsvorsteher nach der Hessischen Gemeindeordnung.
Der Ortsbeirat besteht aus fünf Mitgliedern. Bei den Kommunalwahlen in Hessen 2021 betrug die Wahlbeteiligung zum Ortsbeirat 51,57 %. Es erhielten die SPD mit 34,19 % der Stimmen zwei Sitze und die „Dorfliste Rhünda“ (DLR) mit 85,81 % drei Sitze. Der Ortsbeirat wählte Reinhart Wendel (SPD) zum Ortsvorsteher.

## Kirche

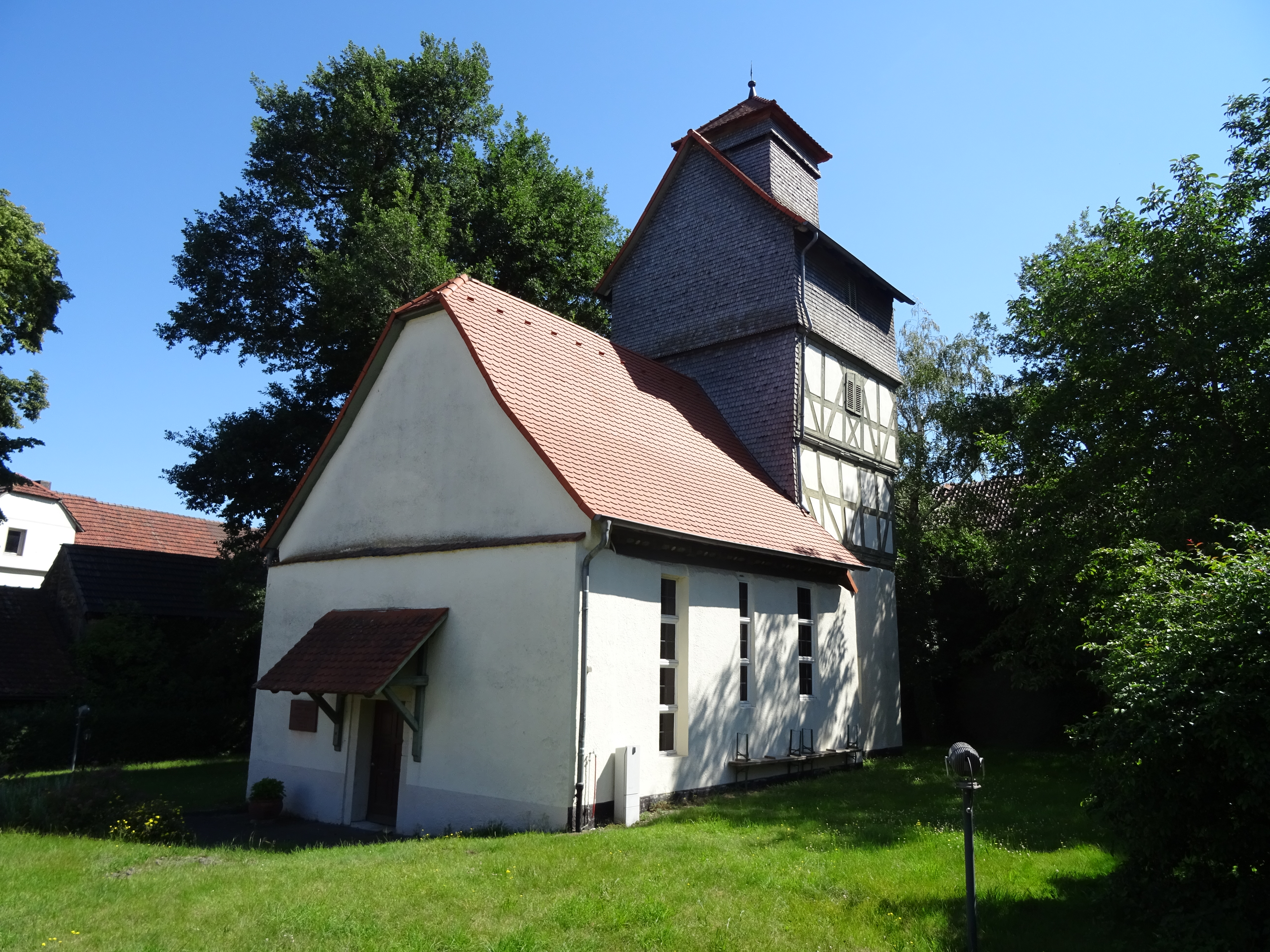
Evangelische Markuskirche

Im Jahre 1356 stiftete Eckhard von Felsberg eine Kapelle. Die Markuskirche ist ein mittelalterlicher Bau mit Chorraum aus dem Entstehungsjahr. 1585 war Rhünda Filial von Gensungen und ab 1692 von Harle. Im Jahre 1695 wurde der heutige Fachwerkturm errichtet. Auch heute gehört Rhünda zum Kirchspiel Harle.